# 李洪洋
李洪洋（1984年4月1日—），是中国足球运动员，司职后卫，目前效力于天津泰达。

## 简介
李洪洋从小离开故乡天津到中国南方接受训练，曾经入选了国少队和国青队。2006年初，经济状况欠佳的厦门出售了这名队中唯一的国字号球员。2009年，他又再次因为深圳俱乐部长期拖欠工资而转会，返回天津加盟了天津泰达，但是6月即在二次转会中被挂牌，最终加盟了成都谢菲联。2011年底再度回到天津泰达。在2012赛季，他在中超联赛未能代表球队出场，仅在2012年亚足联冠军联赛小组赛最后两轮比赛得到首发机会。2013年4月27日，他在天津泰达3比2击败武汉卓尔的比赛第87分钟替补聊博超出场，终于代表天津泰达在中超联赛亮相。